# لورین نولو
لورین نولو (فرانسوی: Lauriane Nolot‎؛ زادهٔ ۹ دسامبر ۱۹۹۸) قایقران زن قایق بادبانی اهل فرانسه است.